# سياحة مع القرش

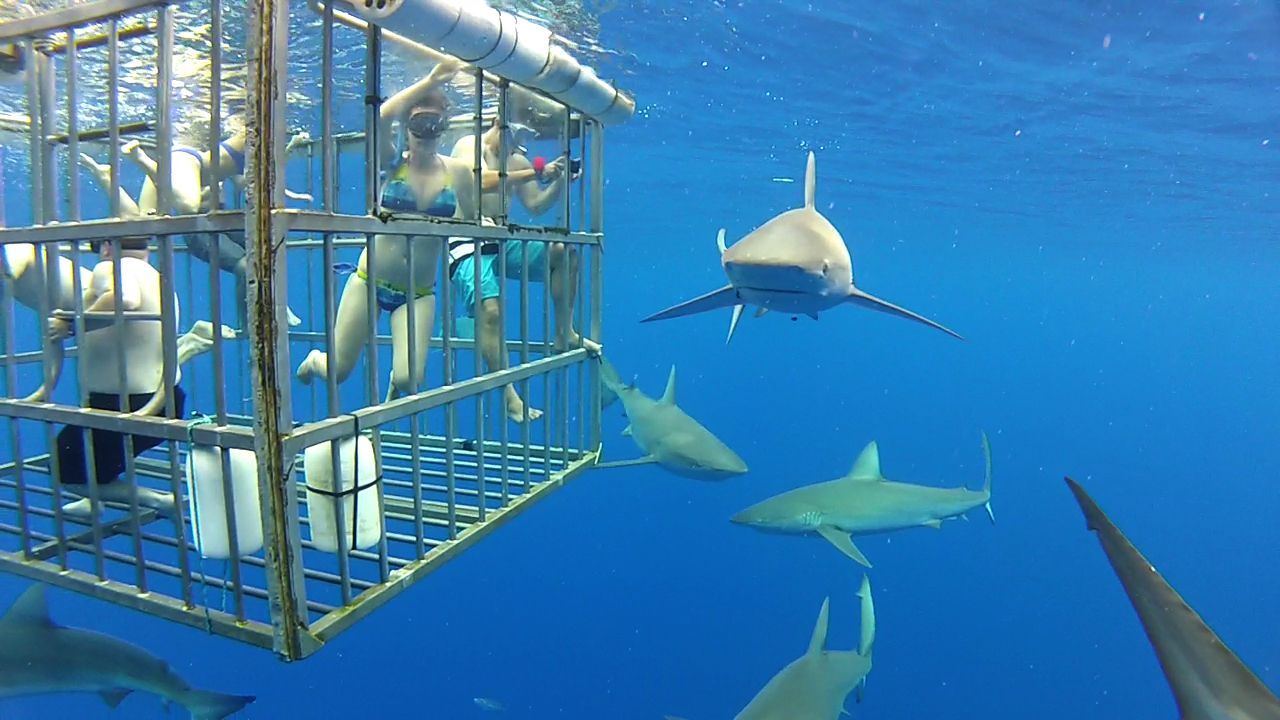
الغوص في قفص القرش

سياحة مع سمك القرش هي وسيلة للسياح لمشاهدة أسماك القرش في المحيط وليس في حوض السمك. إنه شكل من أشكال السياحة البيئية يهدف إلى إظهار أن أنواع أسماك القرش المحلية أكثر قيمة على قيد الحياة من الميتة. بدلاً من اختيار ميزة إقتصادية لمرة واحدة من حصاد أسماك القرش لأجزاء أجسامها، يتم تمكين المجتمعات لمساعدة السياح الذين يرغبون في رؤية أسماك القرش الحية. يمكن للناس الإقتراب من أسماك القرش عن طريق الغوص الحر أو الغوص أو الدخول إلى الماء في قفص وقائي.

## الفئات
تشمل الأنواع الشائعة في أنشطة سياحة أسماك القرش ما يلي:
- أسماك القرش البيضاء الكبيرة، مشاهدة السطح بشكل أساسي في أقفاص.[2]
- قرش ببري، الثور، القرش الأبيض المحيطي، وأسماك القرش الأخرى الأقل عدوانية (ولكن يحتمل أن تكون خطرة)، في منطقة البحر المفتوح.
- أسماك قرش النمر الرملي، والتي تميل إلى التجمع في بعض الشعاب المرجانية وحطام السفن في أوقات محددة من السنة التشمس.
- قرش متشمس وأسماك قرش الحوت، مغذيات العوالق غير المؤذية.